# Буревестник (кинотеатр, Ростов-на-Дону)
Кинотеатр «Буревестник» — кинотеатр в Ростове-на-Дону.

## История кинотеатра
На месте кинотеатра «Буревестник» находился доходный дом Мелконова-Езенкова. В первом этаже здания располагался кинотеатр «Колизей».
После революционных событий кинотеатр стал носить имя Свердлова. 21 июля 1920 года в нём выступил Сергей Есенин, о чём свидетельствует мемориальная доска. Вместе с Есениным в этом поэтическом вечере выступил и Анатолий Мариенгоф. Там же находился и общественный клуб с библиотекой.
Это здание сгорело в Великую отечественную. Вновь дом отстроили только в 1953 году, и в этом здании открылся кинотеатр «Буревестник».
С 2000 по 2008 год кинотеатр «Буревестник» провел 29 кинофестивалей, 16 спецпоказов, 10 ретроспектив. Были проведены творческие встречи с известными актёрами и кинематографистами — Рустамом Хамдамовым, Александром Петровым, Зинаидой Кириенко, Анатолием Кузнецовым, Ильёй Хржановским, Алексеем Попогребским, Александром Расторгуевым и мн. др.
28 сентября 2008 года решением городских властей, несмотря на протесты общественности, кинотеатр был закрыт в связи с передачей его на баланс Южного федерального университета. Последним фильмом, показанным в кинотеатре, стало «Зеркало» Андрея Тарковского.
Ректор ЮФУ Владислав Захаревич утверждал, что официальные документы на помещение кинотеатра университету были переданы лишь летом 2009 года. При этом половину кинотеатра уже забрали под приёмную Президента РФ.
В феврале 2010 года на фасаде здания появилась вывеска полпреда Президента РФ в ЮФО. Помещения кинотеатра разделили стеной: Красный зал отошёл аппарату полпреда, Синий зал — Центру общественных связей и коммуникационных технологий ЮФУ. Намерения возродить на этой территории традицию кинопоказов, продекларированные администрацией ЮФУ, так и не были осуществлены.

## Фестивали и выставки, проведённые в кинотеатре
- 2008 — «Пацаны / Ростов». Синий Зал кинотеатра «Буревестник».
- 2008 — Выставка рисунков Рустама Хамдамова. Синий Зал кинотеатра «Буревестник»[10].
- 2003 — Фестиваль кинособытий «ART_ЭRИЯ_2003»[11].
- 2002 — Фестиваль кинособытий «ART_ЭRИЯ_2002»[12].